# ホクシン
ホクシン株式会社は、大阪府岸和田市に本社を置く木材関連企業。特に中密度繊維板（MDF）の製造販売を行う。兼松の関連会社。

## 沿革
- 1950年 - 北新合板株式会社を設立。
- 1985年 - 現社名に変更。
- 1986年 - 大阪証券取引所2部に上場。
- 1995年 - 大阪証券取引所1部へ指定替え。東京証券取引所1部に上場。
- 2010年 - 大阪証券取引所上場廃止。

## 製品
- スターウッド